# Сіліштя (Келераш)
Сіліштя (рум. Siliștea) — село у повіті Келераш в Румунії. Входить до складу комуни Валя-Арговей.
Село розташоване на відстані 53 км на схід від Бухареста, 48 км на захід від Келераші.

## Населення
За даними перепису населення 2002 року у селі проживали 812 осіб, з них 811 осіб (99,9%) румунів. Усі жителі села рідною мовою назвали румунську.